# Albert Park and Lake
Albert Park and Lake är en park och sjö i Australien.   Den ligger i delorten Middle Park (4 058 invånare) i Melbourne. Albert Park Lake ligger 6 meter över havet.
Runt Albert Park Lake är det i huvudsak tätbebyggt. Runt Albert Park Lake är det mycket tätbefolkat, med 2 915 invånare per kvadratkilometer.